# 马尔钦·维哈里
马尔钦·维哈里（波蘭語：Marcin Wichary，1980年2月17日—），波兰前男子手球运动员，司职守门员。他曾代表波兰国家队参加2008年夏季奥林匹克运动会男子手球比赛，获得第五名。